# Aéroport international du Kansai
Pour les articles homonymes, voir KIX.
Ne doit pas être confondu avec Aéroport international d'Osaka.

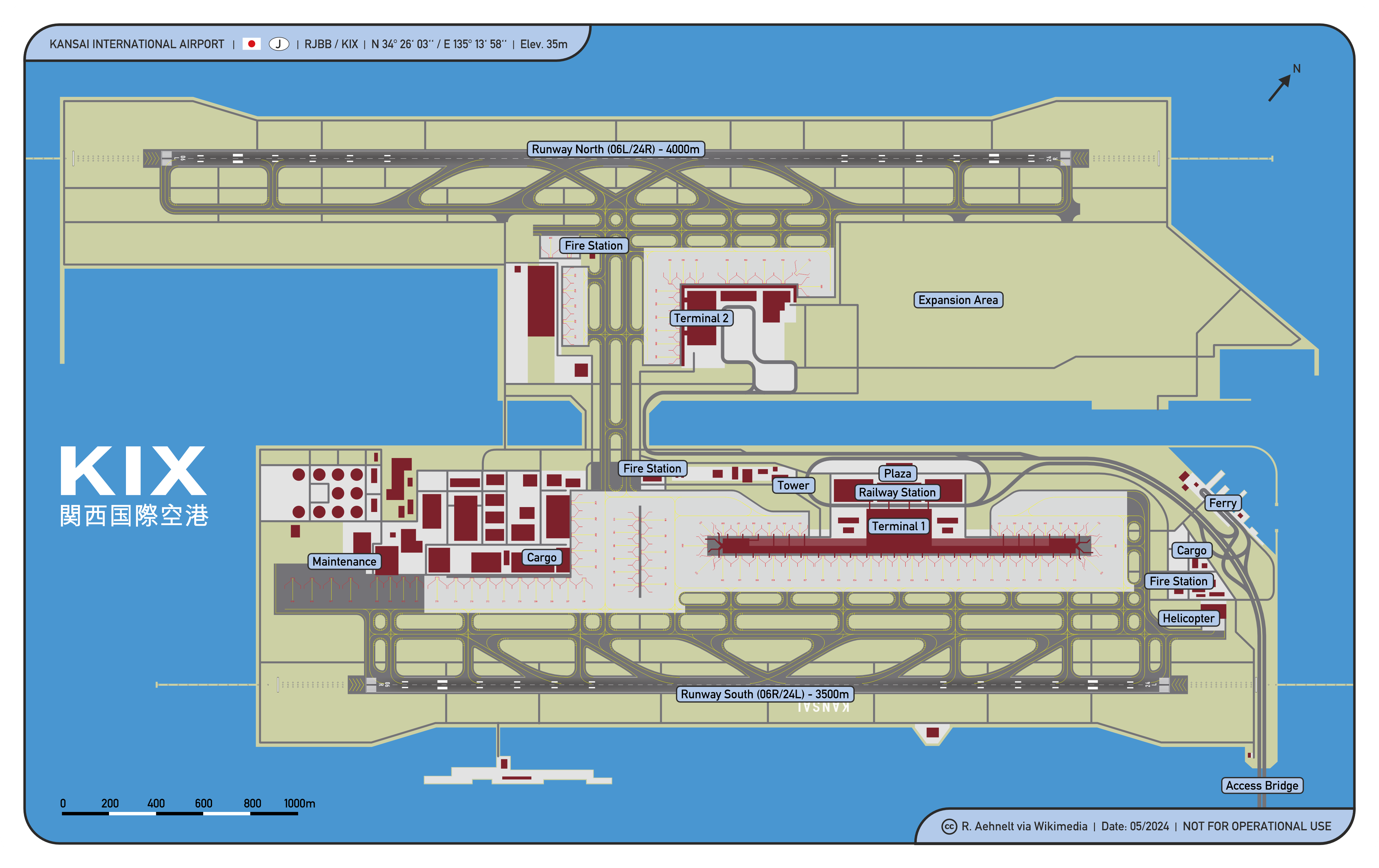
Plan de l'aéroport international du Kansai.

L'aéroport international du Kansai (関西国際空港, Kansai Kokusai Kūkō, souvent abrégé en 関空, Kankū ou 関西空港, Kansai Kūkō), (code IATA : KIX • code OACI : RJBB) est un aéroport international construit sur une île artificielle dans la baie d'Ōsaka, au sud de la ville d'Ōsaka au Japon. Il est en service depuis le 4 septembre 1994.
C’est un hub pour Japan Airlines (JAL), All Nippon Airways (ANA) et Nippon Cargo Airlines. C’est le point de desserte international de toute la région du Kansai, où se trouvent les métropoles d’Ōsaka, Kyōto et Kobe. L'ancien aéroport international d'Ōsaka, à Itami, a maintenu ses activités pour les vols intérieurs.

## Situation

### Carte des 50 principaux aéroports du Japon
| Akita Amami Aomori Asahikawa Chūbu Fukuoka Fukushima Hakodate Hanamaki Hiroshima Ibaraki Ishigaki Izumo Kagoshima Kansai Kitakyushu Kobe Kōchi Komatsu Kumamoto Kumejima Kushiro Iwakuni Matsuyama Memanbetsu Miho-Yonago Misawa Miyako Miyazaki Nagasaki Nagoya Naha Tokyo · Narita Niigata Ōita Okayama Osaka Saga Sendai Shin-Chitose Shizuoka Shonai Takamatsu Tokachi-Obihiro Tokushima Tokyo · Haneda Tottori Toyama Tsushima Yamaguchi Ube |

## Historique

### Avant projet et contexte

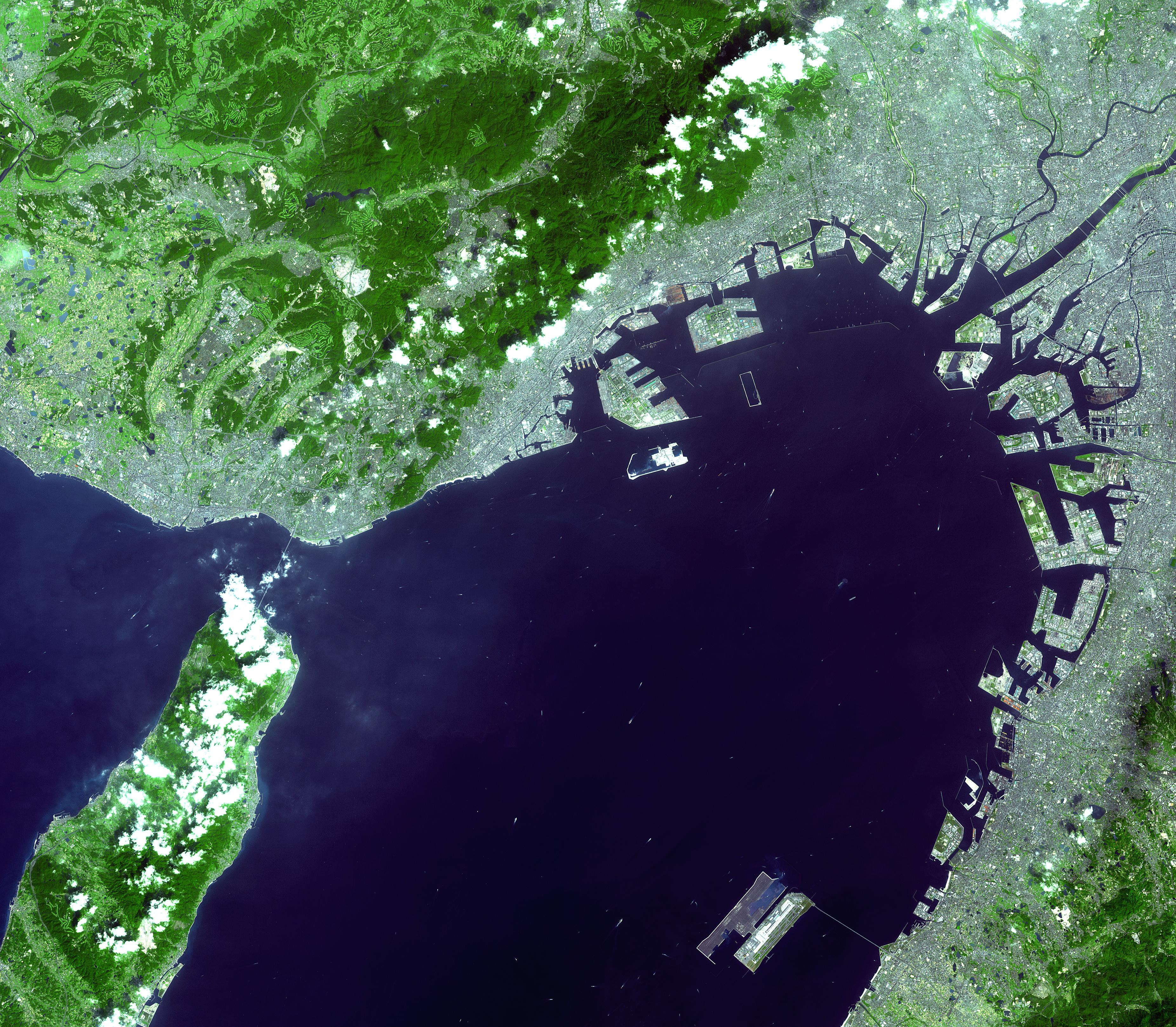
Vue satellite de la baie d'Ōsaka. L'aéroport international du Kansai se trouve sur l'île artificielle que l'on voit en bas à droite.

Dans les années 1960, la région du Kansai connaissait une expansion économique moins rapide que celle de la région de Tōkyō. Pour donner un nouveau souffle économique à la région, il fut proposé de construire un nouvel aéroport desservant Ōsaka et Kobe. L’aéroport international d'Ōsaka, situé dans les localités densément peuplées d’Itami et de Toyonaka, était entouré de constructions et ne pouvait par conséquent pas être agrandi. De plus, beaucoup de plaintes avaient été déposées par des riverains en raison de nuisances sonores.
Après les protestations qui avaient accompagné la construction du nouvel aéroport international de Tōkyō (l’aéroport international de Narita), pour lequel des terres avaient été réquisitionnées dans un secteur rural de la préfecture de Chiba, il fut décidé de construire le nouvel aéroport en mer. L’emplacement initial, choisi près de Kobe, fut refusé par la municipalité ; l’emplacement fut donc déplacé plus au sud de la baie d’Ōsaka. Ainsi, l'aéroport pourrait fonctionner 24 heures sur 24, à l’inverse de son prédécesseur, situé plus en ville. Les seules protestations furent celles d’un groupe de pêcheurs, rapidement réduit au silence par de confortables compensations.
Le projet prévoyait la construction d’une île artificielle de 4 kilomètres de long sur 1 de large, selon la technique umetate-chi. La difficulté du projet était accentuée par les risques sismiques (très élevés) et les typhons, avec des élévations du niveau de la mer pouvant atteindre 3 mètres.

### Construction
Le chantier commença en 1987. La dépose de remblais fut achevée en 1989, avec des digues en enrochements renforcées de 8 000 tétrapodes avec un total de 21 millions de mètres cubes.
Dix mille hommes, dix millions d’heures de travail sur trois ans et 80 navires furent nécessaires pour édifier, à l’abri des digues, une couche de remblai de 30 mètres d’épaisseur. En 1990, le pont en treillis de 3,7 kilomètres, qui relie l’île artificielle à la ville de Rinku-Town, sur la côte, fut terminé – pour un coût d’un milliard de dollars.
Entretemps, l’île artificielle s’était tassée de 8 mètres, bien plus que ce qui avait été calculé. Le projet était alors devenu l’ouvrage de construction le plus cher de l’histoire, avec vingt ans d’études, trois ans de travaux et plusieurs milliards de dollars déjà dépensés.
La construction du terminal proprement dit commença en 1991. Pour compenser le tassement des remblais, le bâtiment fut construit sur des pieux ajustables pouvant être rehaussés par l’intercalation, à leur base, d’épaisses plaques d’acier.
L’aéroport fut mis en service le 4 septembre 1994.

### Premières années de service
En 1995, il fut frappé par le tremblement de terre de Kōbe (qui fit 6 433 victimes), dont l’épicentre n’était qu’à 20 kilomètres. Le bâtiment en sortit intact, principalement grâce aux joints de dilatation mis en œuvre ; même les vitres du bâtiment ne furent pas endommagées. En 1998, l’aéroport supporta sans dommage un typhon avec des vents de plus de 200 km/h.
En 2001, l’aéroport reçut l’un des dix prix Civil Engineering Monument of the Millennium, décernés par la Société Américaine des Ingénieurs Civils (American Society of Civil Engineers).

### Agrandissement
Le tassement de l’île artificielle s'étant notablement ralenti (17 centimètres de tassement en 2002), en 2003, l’exploitant a engagé un projet de construction d’une seconde piste de 4 000 mètres, avec un coût estimé à 1,56 milliard de yens.
En 2004, les travaux d'agrandissement commencent par la construction d'une nouvelle île artificielle, 200 m à côté de la première, afin d'y accueillir une deuxième piste et donc d'augmenter considérablement la capacité, la rentabilité et la fiabilité de l'aéroport. Cette seconde piste ouvre le 2 août 2007 et est connectée au terminal situé sur la première île, par un « taxiway » spécialement conçu. Elle est utilisée en tant que piste d'atterrissage, le décollage s'effectue sur cette piste uniquement quand la piste A est fermée. Cette ouverture de piste a permis d'ouvrir désormais l'aéroport 24 heures sur 24 en septembre de la même année,.
Un deuxième terminal (le Terminal 2) a été ouvert en 2012 ; il ne sert alors que la compagnie Low Cost Peach. En 2024, les compagnies à bas coût constituent 44 % des vols internationaux de l’aéroport.

### Privatisation
Il est prévu en 2014 que la gestion de l'aéroport soit privatisée en mars 2016, la concession devant durer 45 ans.
Le 10 novembre 2015, le duo Vinci Airports et Orix est désigné concessionnaire pressenti des aéroports internationaux du Kansai et d'Osaka pour une durée de 44 ans à partir du 1er avril 2016.

### Inondations et accident de septembre 2018

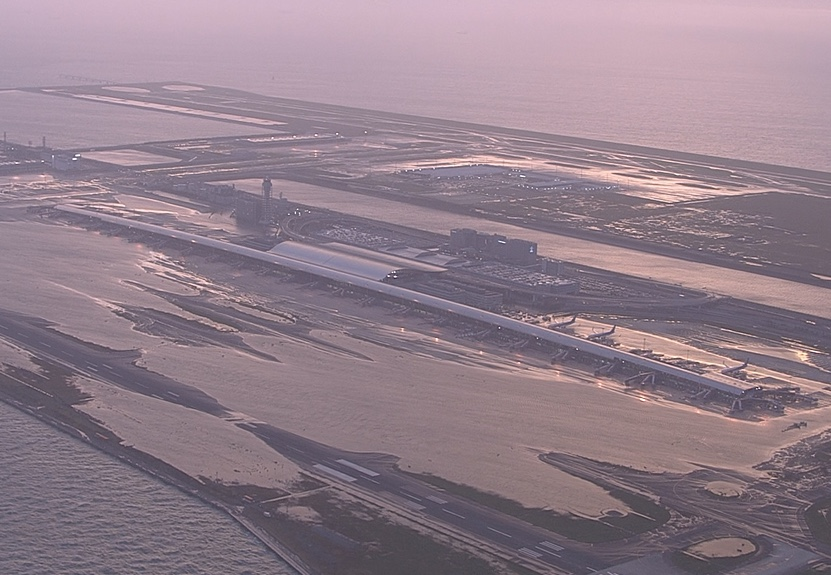
Inondations de septembre 2018

Le 4 septembre 2018, une des deux pistes et les sous-sols du Terminal 1, ainsi que plusieurs entrepôts, ont été inondés à la suite du passage du typhon Jebi, particulièrement violent. À certains endroits, les inondations ont atteint 90 cm de hauteur. Plusieurs centaines de véhicules de maintenance ont été mis hors d'usage, l’électricité a été coupée : il n'y avait donc plus d'air climatisé dans l’aéroport et il était impossible de faire des annonces par haut-parleurs. En outre, un pétrolier, poussé par les vents, s'est écrasé sur le pont Sky Gate Bridge R menant de l’aéroport au rivage de la baie d'Osaka. Le pont a été endommagé et les communications ont été coupées ; 8 000 personnes, ont été bloquées dans l’aéroport pour une nuit ; elles ont été évacuées le lendemain par bus sur une voie du pont restée intacte ou par ferry jusqu'à Kobe. L'utilisation de l’aéroport a été totalement interrompue. Les autorités de l’aéroport ont admis ne pas avoir été préparées à affronter une telle série de problèmes. Des critiques ont été émises sur l'emplacement des installations électriques au sous-sol de l’aéroport et sur le manque de prévoyance de ses administrateurs.
Les vols intérieurs ont repris le 7 septembre, les vols internationaux le 8 septembre, de façon limitée. La piste inondée a partiellement rouvert le 14 septembre, ce qui a permis à l’aéroport d'assurer 30 % des vols prévus avant le typhon. Le trafic ferroviaire sur le pont Sky Gate Bridge R a recommencé le 18 septembre. Les opérations de l’aéroport ont finalement repris normalement le 21 septembre.

### Travaux de rénovation de 2023
Vinci lance de grands travaux de rénovation, notamment de toute la galerie commerciale. Inauguré le 5 décembre 2023, le terminal 1 est prévu pour accueillir une augmentation du nombre de passagers de 23 à 40 millions de passagers par an, anticipée pour l'exposition universelle d'Osaka en 2025.
En parallèle, Vinci a ajouté des vérins sous l'île artificielle afin de compenser les quelques centimètres d'enfoncement annuel. Un plan de maintenance prévoit leur ajustement tous les trois ans, ainsi qu'une sécurisation des digues.

## Chiffres et statistiques
L’aéroport du Kansai a été imaginé sur la base de deux postulats économiques : que la croissance de l’économie japonaise continuerait sur la base de la fin des années 1980, et que l’aéroport deviendrait une plaque tournante internationale entre l’Asie et les autres continents. Aucune de ces hypothèses ne s’est vérifiée : le krach japonais s’est produit au beau milieu de la construction de l’aéroport, et celui-ci, pour diverses raisons, peine encore à s’imposer en tant que hub asiatique incontournable.

### Coût
Le coût total de la construction de l’aéroport est à ce jour de 15 milliards de dollars, ce qui représente un dépassement de budget de 40 % – principalement à cause des problèmes de tassements lors de la construction de l’île artificielle. L’aéroport est lourdement endetté : 560 millions de dollars sont dépensés chaque année en remboursement d’intérêts. En 2015, la dette de New Kansai International Airport Co. s'élève à plus de 1 000 milliards de yen. Les compagnies aériennes ont longtemps été rebutées par les taxes d’atterrissage très élevées (environ 7 500 dollars pour un Boeing 747), les plus chères du monde après l’aéroport international de Narita. À la suite d’importantes baisses, les compagnies aériennes commencent à fréquenter plus assidûment l’aéroport.
Le 17 février 2005, l’aéroport international du Chubu, dans la région de Nagoya, est entré en service, reprenant la majeure partie du trafic aérien, national et international, de l’actuel aéroport de Nagoya. La concurrence entre les différents aéroports internationaux du Japon devrait s’en trouver exacerbée. De plus, la mise en service de l’aéroport de Kōbe fait également de l’ombre à l’aéroport du Kansai en ce qui concerne les vols nationaux.

### Nombre de passagers et de mouvements

#### En graphique
Le graphique qui aurait dû être présenté ici ne peut pas être affiché car il utilise l'ancienne extension Graph, désactivée pour des questions de sécurité. Des indications pour créer un nouveau graphique avec la nouvelle extension Chart sont disponibles ici.

Voir la requête brute et les sources sur Wikidata.

En 2003, l’aéroport a accueilli 8,54 millions de passagers pour des vols internationaux et 5,53 pour des vols nationaux, soit plus de 14 millions de passagers. Ces chiffres sont inférieurs à ceux des années précédentes ; à titre de comparaison, 12,64 millions de passagers internationaux ont transité en 2000, alors que presque 8 millions de passagers nationaux fréquentaient l’aéroport en 1995, année suivant son ouverture.
En 2013, l’aéroport a eu 18,12 millions de passagers, 133 296 vols et 670 625 tonnes de fret.
En 2014, en moyenne, 17 500 personnes par jour arrivent de l'étranger.
En 2015, 23,21 millions de passagers ont utilisé l'aéroport, dont 16,25 millions pour les vols internationaux (10,01 millions de non-japonais). D'avril 2015 à octobre 2015, l'aéroport a été le plus fréquenté du Japon en ce qui concerne les voyageurs en provenance de Chine, de Corée du Sud et de Hong Kong.
Lors de l’année fiscale 2023, 25,89 millions de passagers sont passés par l’aéroport. En juillet 2024, 1,67 million de passagers étrangers ont utilisé KIX.
Alors que les Japonais constituaient 78 % des passagers sur les vols internationaux en 1995, ils ne constituent plus que 21 % d'entre eux en 2023.
En 2023, 25 % des étrangers venus au Japon sont passés par l’aéroport international du Kansai.

### Zoom sur l'impact du covid de 2019-2020
Le graphique qui aurait dû être présenté ici ne peut pas être affiché car il utilise l'ancienne extension Graph, désactivée pour des questions de sécurité. Des indications pour créer un nouveau graphique avec la nouvelle extension Chart sont disponibles ici.

Voir la requête brute et les sources sur Wikidata.

## Terminaux

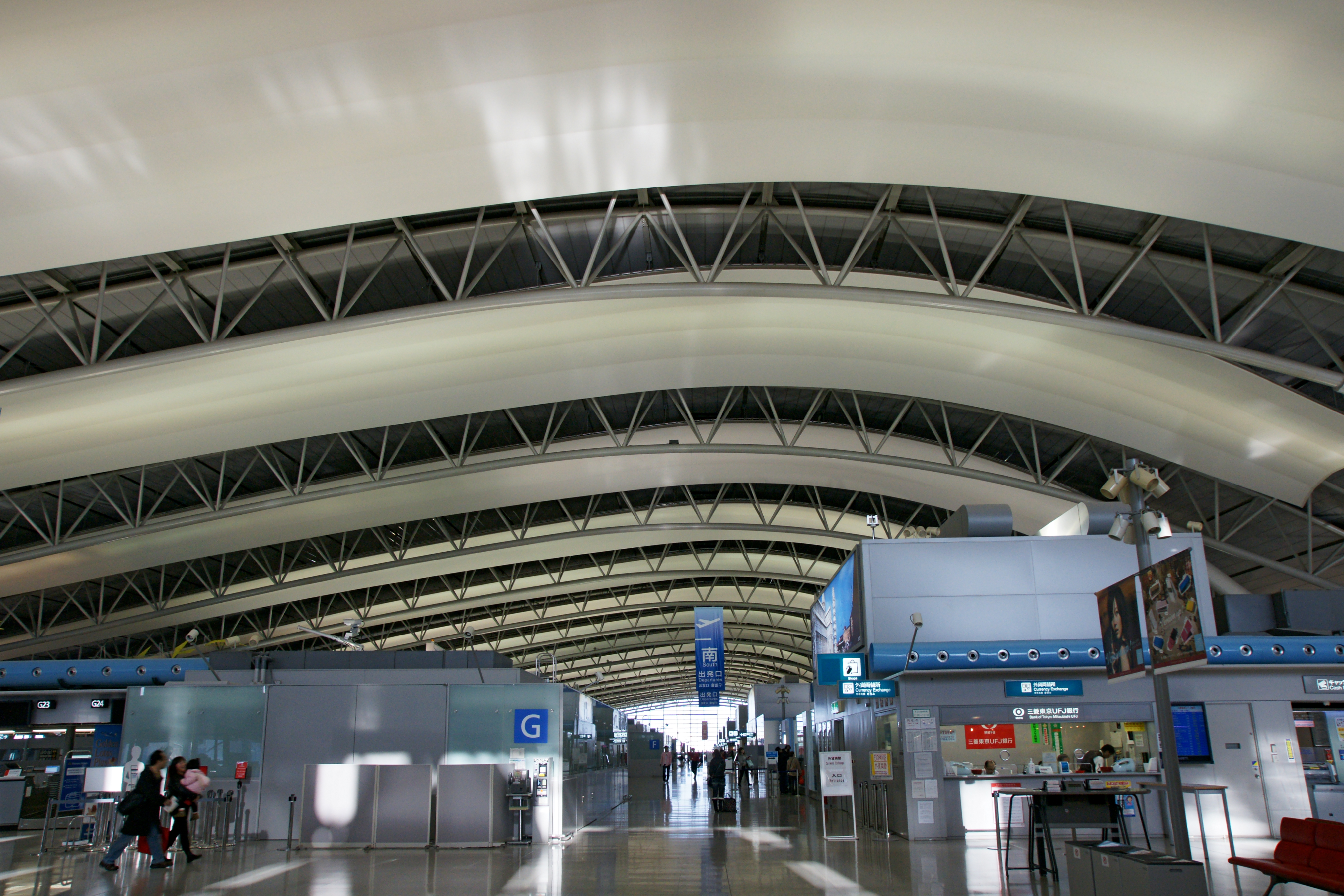
Le secteur des départs, au 4e étage. La structure du bâtiment est en forme d'aile d'avion.

L’aéroport du Kansai possède deux terminaux. Le Terminal 1, d'une surface totale de 301 472 m2 sur quatre étages, a été dessiné par l’architecte italien Renzo Piano. C’est le plus long bâtiment du monde, avec 1,7 kilomètre de bout en bout ; un monorail achemine les passagers d’une extrémité du bâtiment à l’autre.
Le toit du terminal est en forme d’aile d’avion. Cette forme facilite la circulation de l’air envoyé par l’immense système de climatisation : l’air est soufflé à une extrémité du bâtiment et suit la courbure du plafond jusqu’à l’autre côté du bâtiment, où il est récupéré. Des mobiles sont suspendus au plafond du 3e étage pour profiter de ce système.

## Galerie

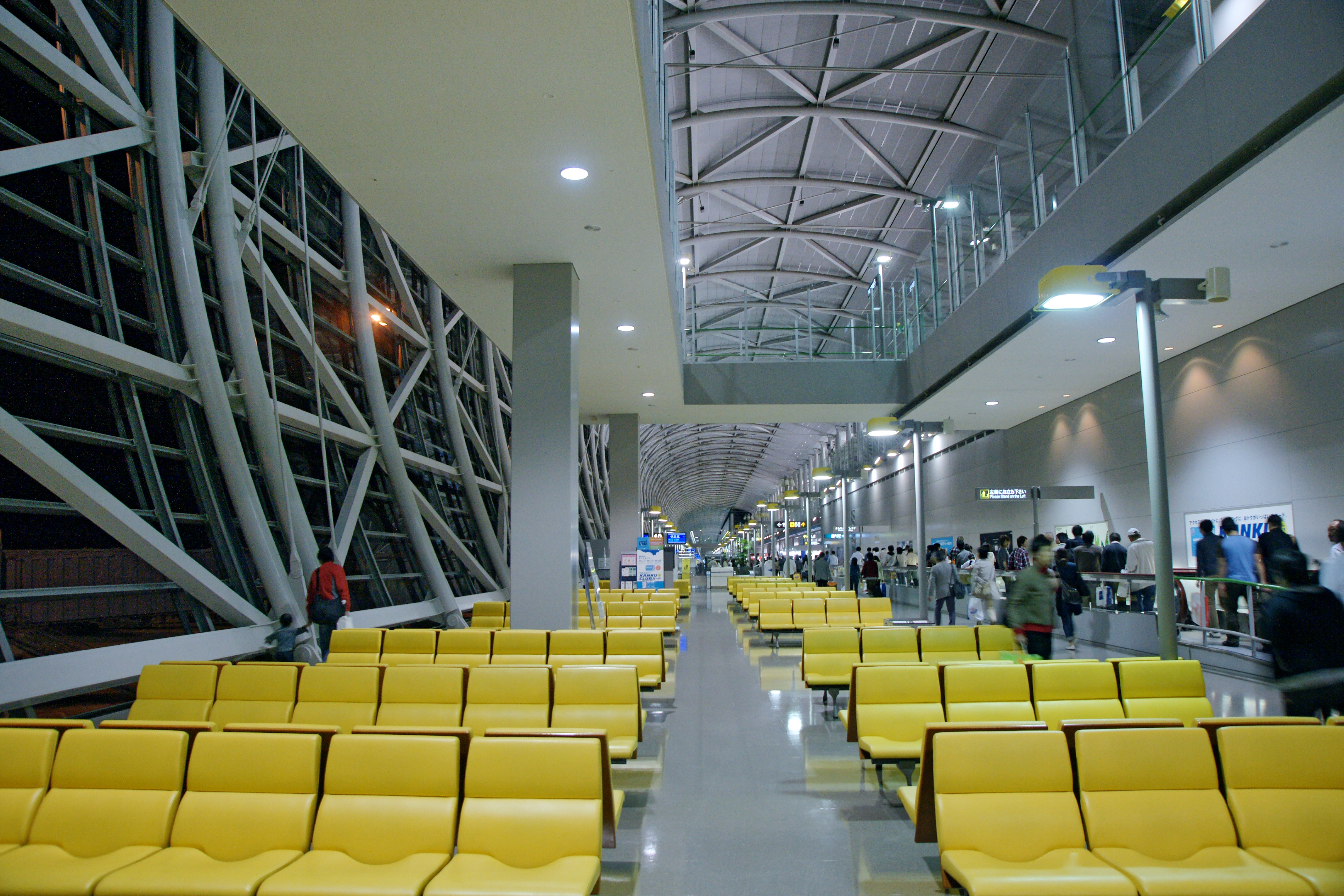
Le secteur de l'embarquement.
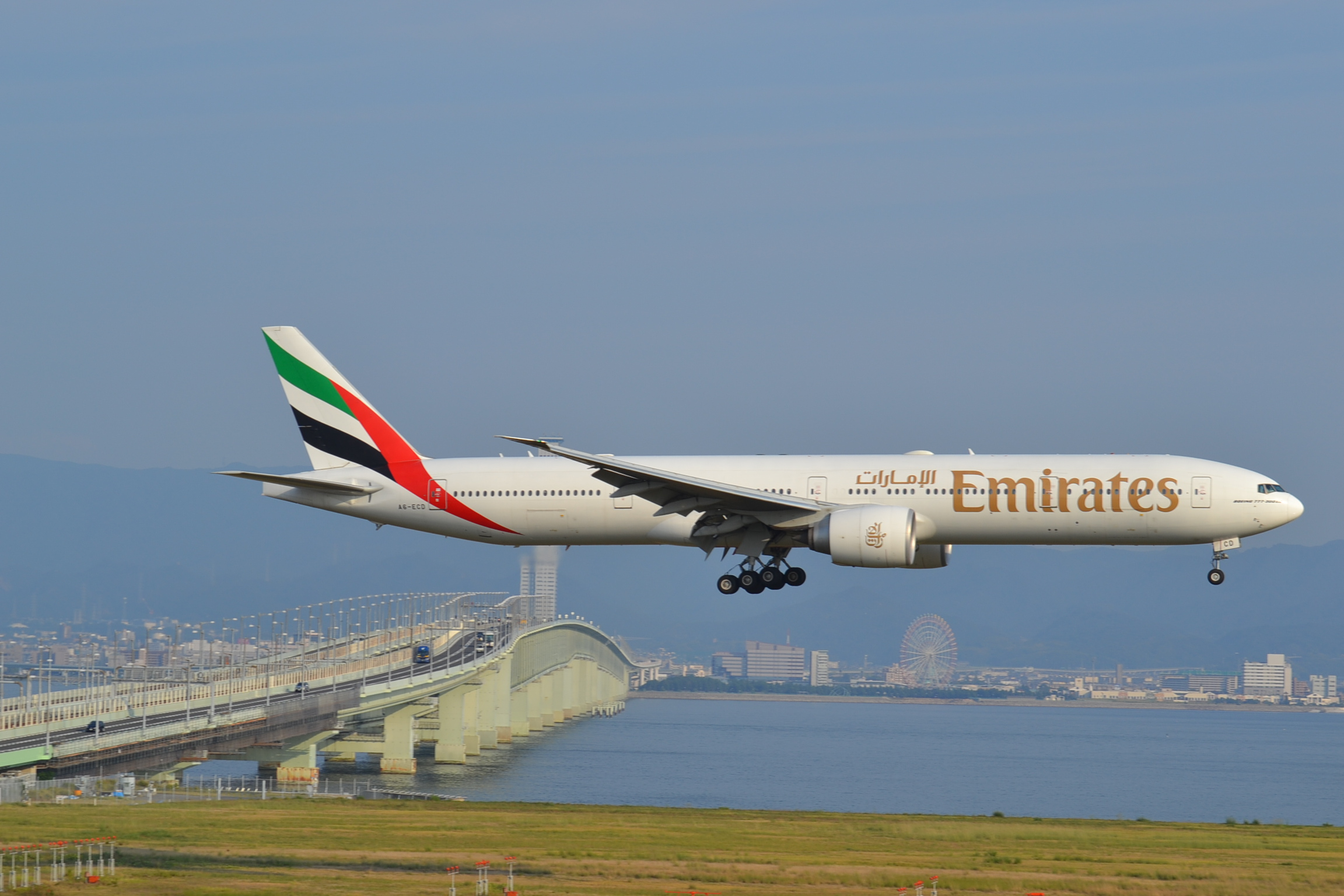
Un Boeing 777 de la compagnie Emirates, atterrissant à Kansai. En toile de fond, le pont reliant l'aéroport à la Préfecture d'Osaka sur l'île principale du Japon, Honshu.
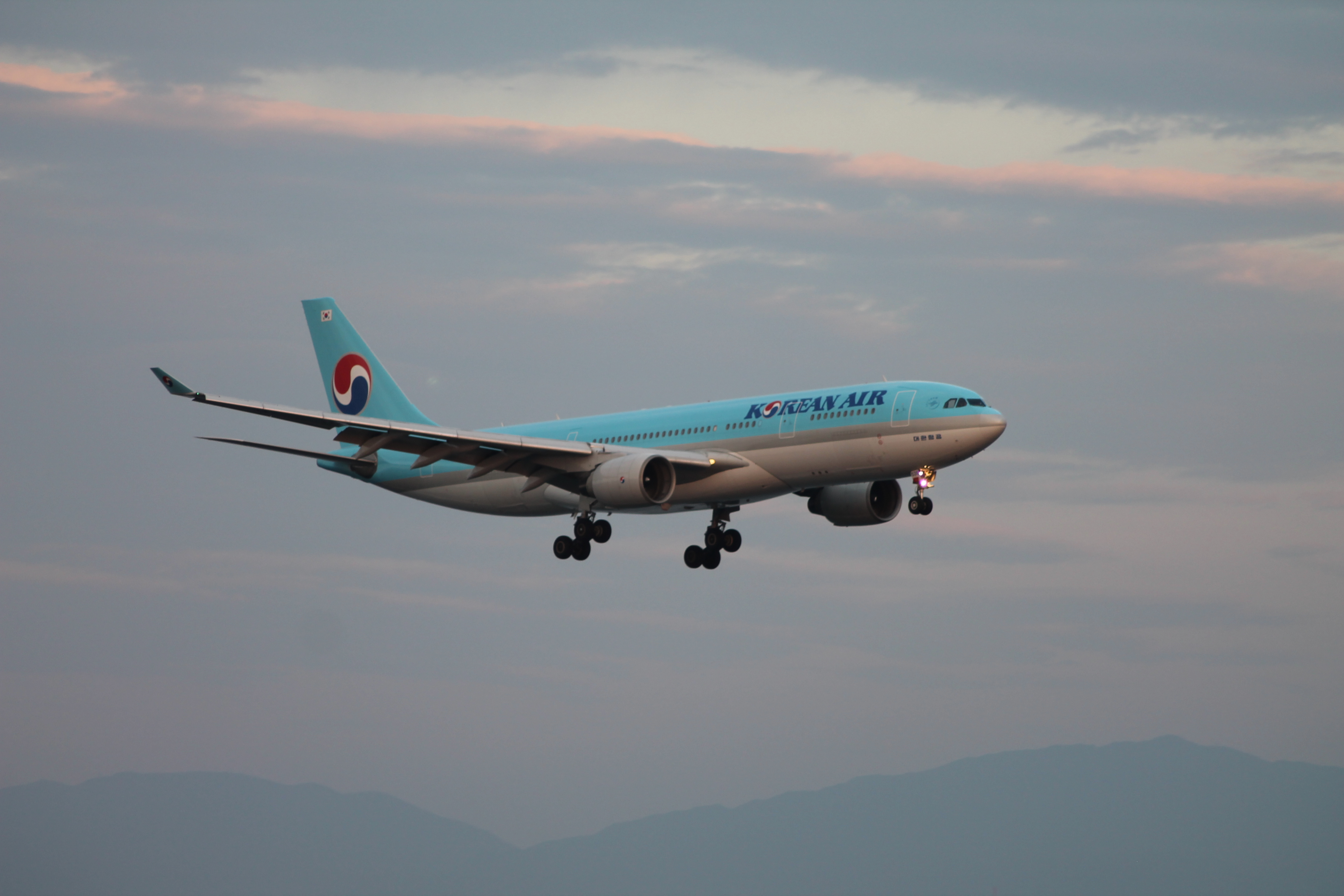
Un Airbus A330 de Korean Air, lors de l'atterrissage.
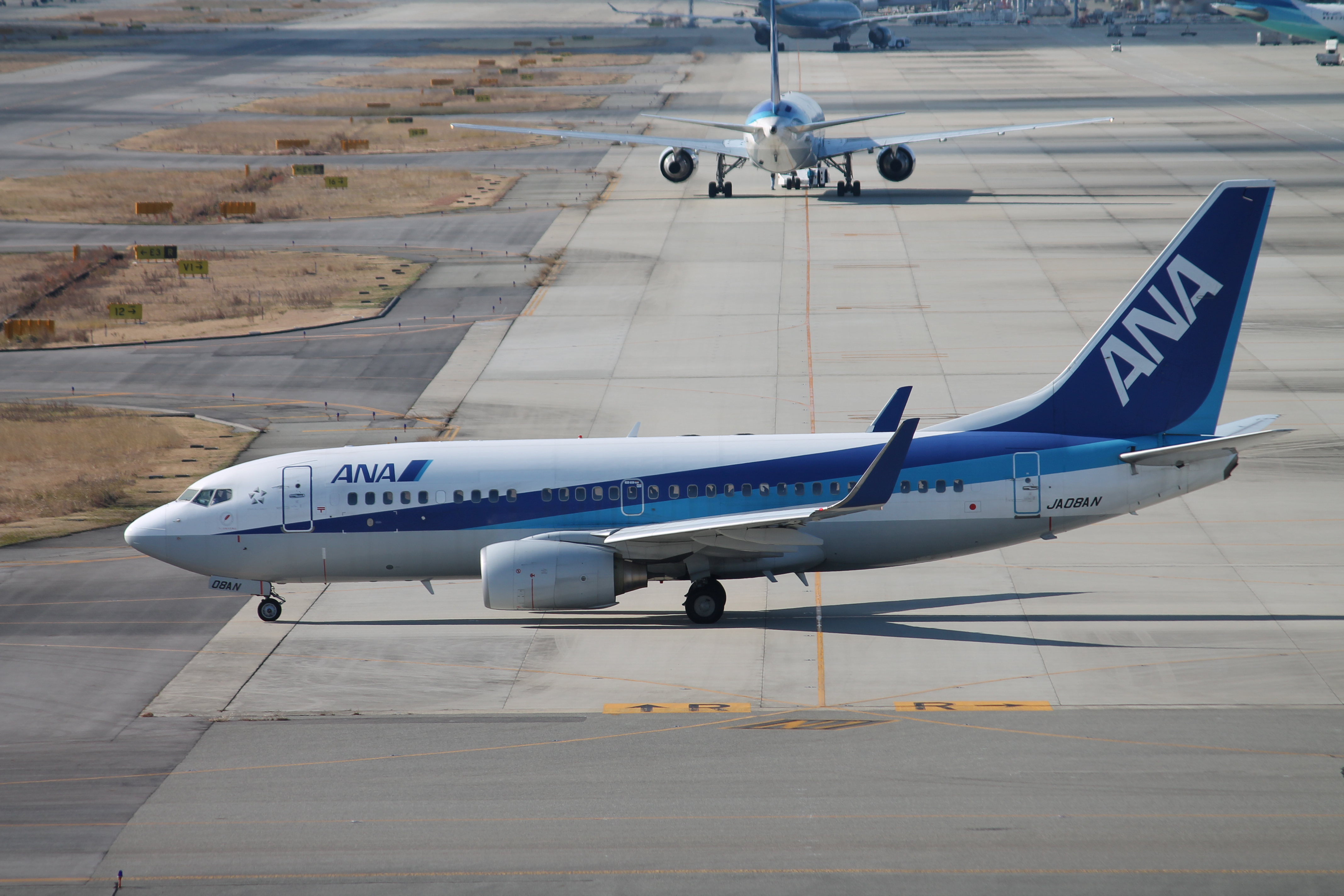
Un Boeing 737-781 de la compagnie japonaise All Nippon Airways.

## Compagnies aériennes et destinations

### Passagers
| Compagnies               | Destinations |
| ------------------------ | --- |
| 9 Air                    | Canton-Baiyun |
| Aeroflot                 | Moscou Chérémétiévo |
| AirAsia X                | Honolulu, Kuala Lumpur, Taïwan-Taoyuan |
| Air Busan                | Pusan-Gimhae, Séoul-Incheon |
| Aircalin                 | Nouméa - La Tontouta |
| Air Canada               | En saison : Vancouver, |
| Air China                | Pékin-Capitale, Chengdu-Shuangliu, Dalian-Zhoushuizi, Hangzhou-Xiaoshan, Shanghai-Pudong, Tianjin Binhai |
| Air France               | Paris-Charles de Gaulle |
| Air Macau                | Macao |
| Air New Zealand          | En saison : Auckland |
| Air Seoul                | Séoul-Incheon |
| All Nippon Airways       | - Pékin-Capitale, - Dalian-Zhoushuizi, - Fukuoka, - Hangzhou-Xiaoshan, - Hong Kong, - Ishigaki-Painushima, - île Miyako, - Okinawa-Naha, - Qingdao-Jiaodong, - Shin-Chitose, - Shanghai-Pudong, - Tokyo-Haneda En saison : Asahikawa (en), Memanbetsu (en) |
| Asiana Airlines          | Séoul-Gimpo, Séoul-Incheon En saison : Saipan |
| Beijing Capital Airlines | Hangzhou-Xiaoshan |
| Cathay Pacific           | Hong Kong, Taïwan-Taoyuan |
| Cebu Pacific             | Manille-N. Aquino |
| China Airlines           | Kaohsiung, Tainan, Taïwan-Taoyuan |
| China Eastern Airlines   | - Pékin-Capitale, - Dalian-Zhoushuizi, - Hangzhou-Xiaoshan, - Kunming-Changshui, - Nanchang-Changbei, - Nankin, - Ningbo, - Qingdao-Jiaodong, - Shanghai-Pudong, - Xi'an-Xianyang, - Yanji, - Yantai                                                       |
| China Southern Airlines  | - Changchun, - Changsha, - Dalian-Zhoushuizi, - Canton-Baiyun, - Guiyang, - Harbin Taiping, - Shanghai-Pudong, - Shenyang, - Shenzhen-Bao'an, - Wuhan, - Zhengzhou                                                                                         |
| China United Airlines    | Lianyungang-Huaguoshan |
| Delta Air Lines          | En saison : Seattle-Tacoma, |
| Eastar Jet               | Pusan-Gimhae, Séoul-Incheon |
| EgyptAir                 | En saison Charter : Le Caire |
| Emirates                 | Dubaï |
| EVA Air                  | Kaohsiung, Taïwan-Taoyuan |
| Finnair                  | Helsinki-Vantaa |
| Hainan Airlines          | Pékin-Capitale, Haikou, Lianyungang-Huaguoshan, Shenzhen-Bao'an, Xi'an-Xianyang |
| Hawaiian Airlines        | Honolulu |
| Hebei Airlines           | Shijiazhuang |
| HK Express               | Hong Kong |
| Hong Kong Airlines       | Hong Kong |
| Japan Airlines           | Bangkok-Suvarnabhumi, Honolulu, Ishigaki-Painushima, Los Angeles, Shin-Chitose, Shanghai-Pudong, Taïwan-Taoyuan, Tokyo-Haneda |
| Japan Transocean Air     | Okinawa-Naha |
| Jeju Air                 | Pusan-Gimhae, Cheongju, Guam-A.-B.-Won-Pat, Séoul-Gimpo, Séoul-Incheon En saison : Muan |
| Jetstar Airways          | Cairns |
| Jetstar Asia Airways     | Clark, Manille-N. Aquino, Singapour-Changi, Taïwan-Taoyuan |
| Jetstar Japan            | - Fukuoka, - Hong Kong, - Cochin, - Kumamoto, - Manille-N. Aquino, - Okinawa-Naha, - Shin-Chitose, - Shimojishima, - Taïwan-Taoyuan, - Tokyo-Narita |
| Jin Air                  | Pusan-Gimhae, Séoul-Incheon |
| Juneyao Airlines         | Changsha, Changzhou, Harbin Taiping, Nankin, Qingdao-Jiaodong, Shanghai-Pudong, Wenzhou-Longwan, Wuhan |
| KLM                      | Amsterdam |
| Korean Air               | Séoul-Gimpo, Séoul-Incheon |
| Loong Air                | Hangzhou-Xiaoshan |
| Lufthansa                | Munich-F. J. Strauß |
| Malaysia Airlines        | Kuala Lumpur |
| Okay Airways             | Changsha, Hangzhou-Xiaoshan, Linyi (zh), Tianjin Binhai |
| Peach                    | - Amami, - Fukuoka, - Hong Kong, - Ishigaki-Painushima, - Kagoshima, - Kaohsiung, - Kushiro (en), - Miyazaki, - Nagasaki, - Okinawa-Naha, - Niigata, - Shin-Chitose, - Sendai, - Séoul-Incheon, - Shanghai-Pudong, - Taïwan-Taoyuan, - Tokyo-Narita        |
| Philippine Airlines      | Mactan-Cebu, Manille-N. Aquino |
| Philippines AirAsia      | Manille-N. Aquino |
| Qantas                   | Sydney-K. Smith, |
| Scoot                    | Bangkok-Don Muang, Kaohsiung, Singapour-Changi |
| Shandong Airlines        | Jinan, Qingdao-Jiaodong, Ürümqi-Diwopu |
| Shanghai Airlines        | Shanghai-Pudong |
| Shenzhen Airlines        | Pékin-Capitale, Nanchang-Changbei, Nantong Xingdong, Shenzhen-Bao'an, Wuxi/Suzhou |
| Sichuan Airlines         | Chengdu-Shuangliu, Xi'an-Xianyang, Zhangjiajie |
| Singapore Airlines       | Singapour-Changi " |
| Spring Airlines          | - Chongqing-Jiangbei, - Dalian-Zhoushuizi, - Canton-Baiyun, - Luoyang, - Qingdao-Jiaodong, - Shanghai-Pudong, - Shenyang , - Tianjin Binhai, - Wuhan, - Xiamen-Gaoqi, - Xi'an-Xianyang, - Taizhou (Jiangsu) (en)                                           |
| StarFlyer                | Tokyo-Haneda |
| Starlux Airlines         | Taïwan-Taoyuan |
| Thai AirAsia X           | Bangkok-Don Muang |
| Thai Airways             | Bangkok-Suvarnabhumi |
| Thai Lion Air            | Bangkok-Don Muang |
| Tianjin Airlines         | Tianjin Binhai |
| Tigerair Taiwan          | Kaohsiung, Taïwan-Taoyuan |
| Turkish Airlines         | Istanbul |
| T'way Airlines           | Pusan-Gimhae, Daegu, Guam-A.-B.-Won-Pat, Jeju, Muan, Séoul-Incheon |
| United Airlines          | Guam-A.-B.-Won-Pat, San Francisco |
| Vietjet Air              | Hanoï-Nội Bài, Hô Chi Minh Ville (Tân Sơn Nhất) |
| Vietnam Airlines         | Đà Nẵng, Hanoï-Nội Bài, Hô Chi Minh Ville (Tân Sơn Nhất) |
| West Air (China)         | Chongqing-Jiangbei, Zhengzhou |
| XiamenAir                | Fuzhou-Chánglè, Hangzhou-Xiaoshan, Qingdao-Jiaodong, Xiamen-Gaoqi |

Actualisé 13/12/2021

### Cargo
- Air Hong Kong
- Cargoitalia (en)
- Dragonair
- FedEx
- Nippon Cargo Airlines
- Scandinavian Airlines System
- United Parcel Service
- China Postal Airlines (en)
- Jade Cargo International (en)
- Yangtze River Express

## Accès à l'aéroport

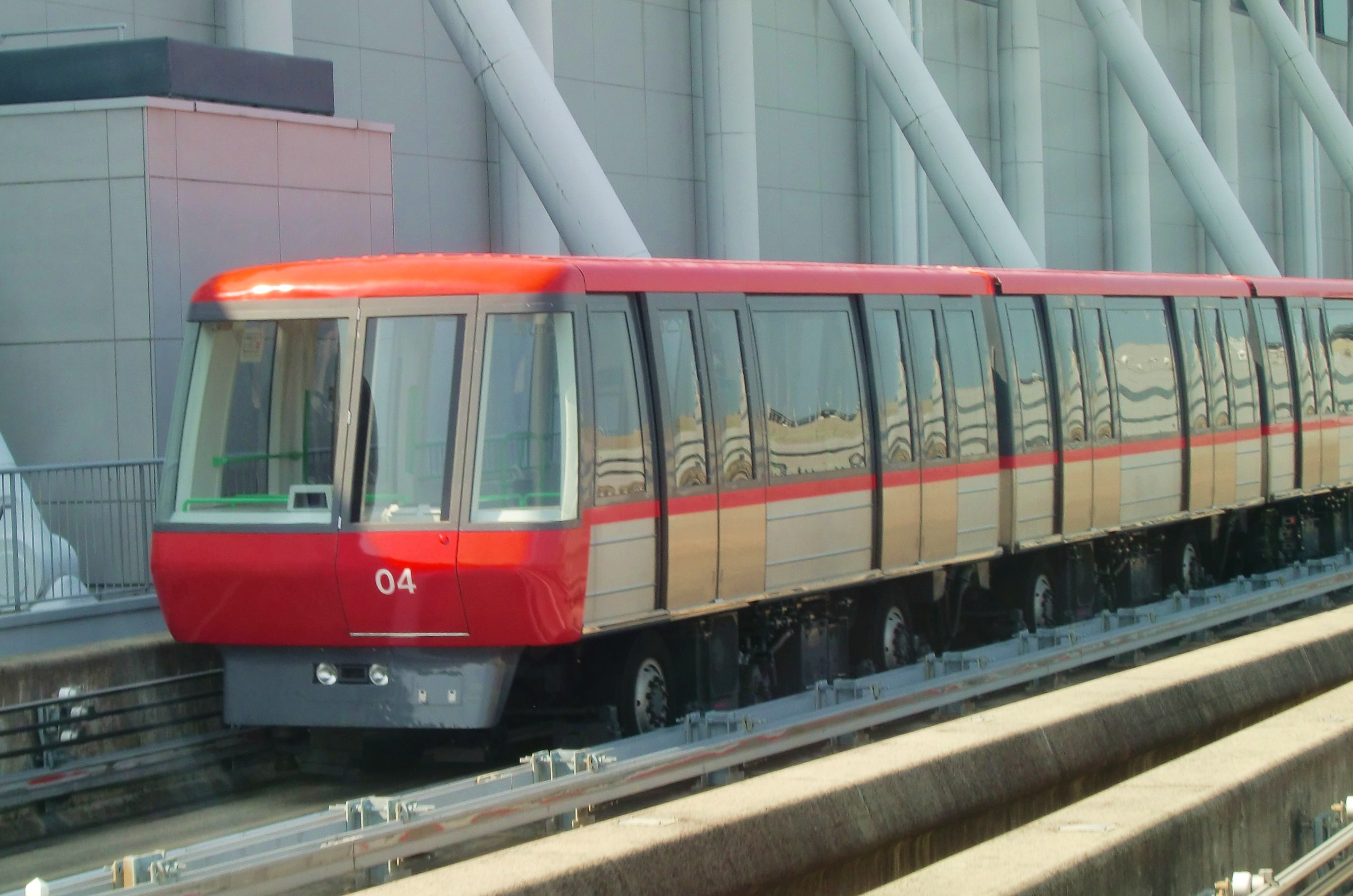
Le train interne de l'aéroport.

- Arrivées : les douanes et la récupération des bagages se trouvent au rez-de-chaussée.
- Départs : l’enregistrement se fait au troisième étage, l’embarquement au deuxième étage.

### Train
L'aéroport est desservi par deux compagnies ferroviaires : JR West et Nankai.

#### JR West
Depuis la gare de l'aéroport international du Kansai.
- Kansai Airport Limited Express Haruka, qui dessert notamment :
  - Tennōji
  - Shin-Osaka
  - Kyoto (environ 1 heure 20 minutes de trajet)
  - Maibara
- Ligne Kansai airport, qui dessert notamment :
  - Tennōji
  - Osaka (environ 1 heure de trajet)
  - Kyōbashi

#### Nankai
Depuis la gare l'aéroport international du Kansai.
- Rapi:t, qui dessert notamment :
  - Tengachaya
  - Namba (environ 35 minutes de trajet)
- ligne Nankai Aéroport, qui dessert notamment :
  - Tengachaya
  - Namba (environ 50 minutes de trajet)

### Bus
Airport Limousine (Ōsaka Airport Transport), vers Umeda/Namba-Osaka, Kobe, Kyoto, Nara, Himeji, Tokushima, Okayama, Takamatsu

### Ferry
Un service d'hydroptères dessert l'île d'Awaji.

## Autres installations

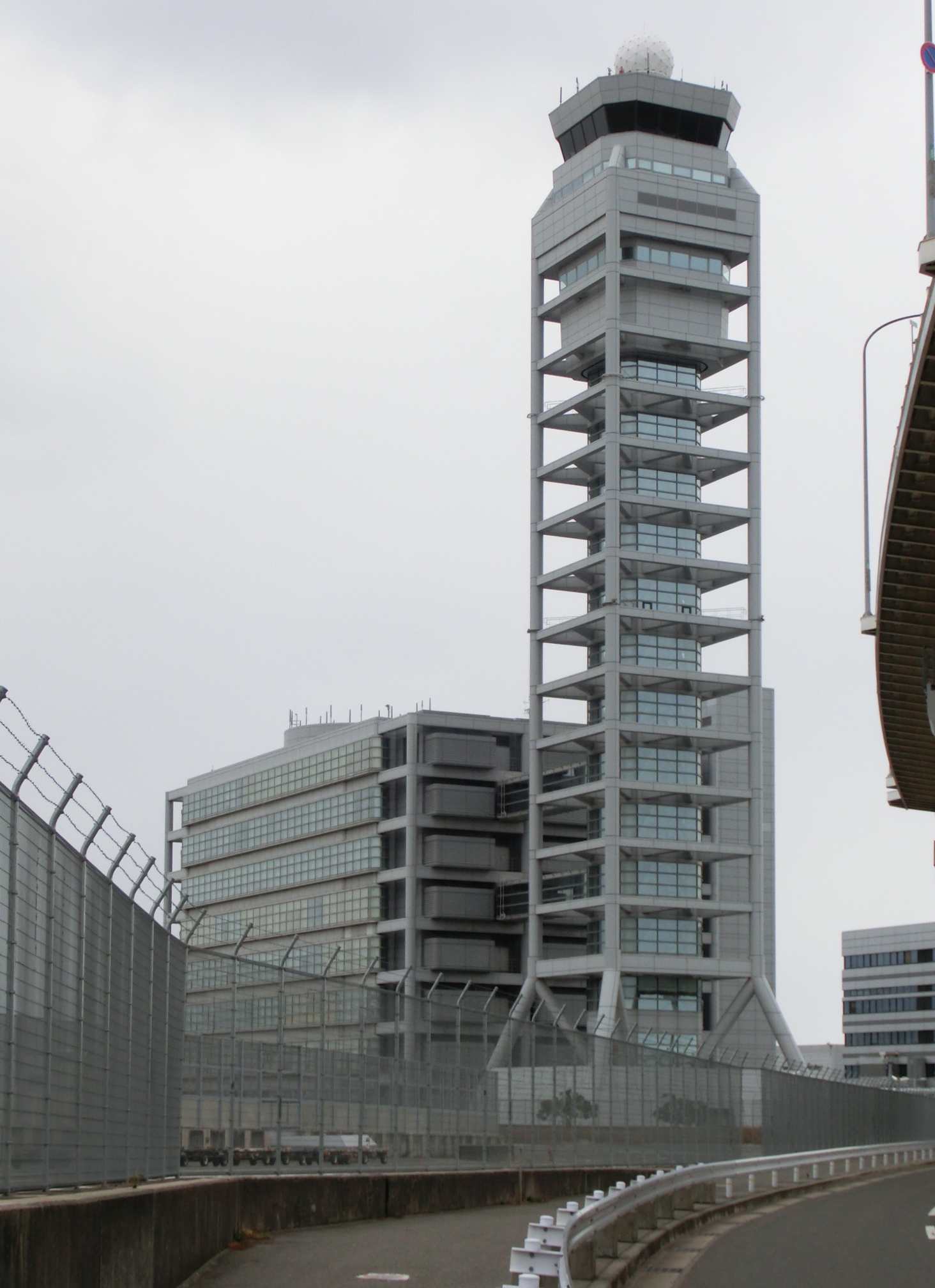
La tour de contrôle.

- Zone de fret (Cargo) / zone sous douane - 50 000 m2

(dont DHL - 10 100 m2, FedEx - 10 000 m2, Nippon Express - 9 400 m2)
- Centrale électrique thermique de 40 000 kw
- Usine de chauffage urbain et de climatisation
- Usine de traitement des eaux usées
- Base aérienne des garde-côtes de l'aéroport du Kansai, des garde-côtes du Japon

(Base de l'Équipe de la Sécurité spéciale des garde-côtes du Japon)
- Pont d'accès à l'aéroport

(Le plus long pont en treillis de poutrelle dans le monde, d'une longueur de 3 750 m)
- Trois postes de déchargement pour pétrolier, et un centre de ravitaillement en combustible
- Bureau de poste international d'Osaka (19 000 t / jour)